# العلاقات العربية الأوروبية

تشترك جامعة الدول العربية والاتحاد الأوروبي في علاقات مشتركة منذ تطور الاتحاد الأوروبي إلى قوة سياسية أكثر من كونه قوة اقتصادية. وحضر خافيير سولانا في القمة التاسعة عشرة لجامعة الدول العربية في السعودية. وقدم دعم الاتحاد الأوروبي الكامل لمبادرة جامعة الدول العربية للسلام لعام 2002. وخاطب القادة العرب قائلاً:
«مرة أخرى نجد أنفسنا معًا، الاتحاد الأوروبي والجامعة العربية، مرة أخرى لدينا فرصة لإعادة تأكيد التزامنا المشترك بقيم الحضارة التي نتشاركها، ويتعين على الأوروبيين والعرب أكثر من أي وقت مضى مواجهة التحديات المشتركة، أنا واثق من أننا سنجد طرقًا جديدة لتحسين تعاوننا» 
وعقب هذه القمة، عقد عدة اجتماعات مع الرئيس الفلسطيني محمود عباس والأمين العام لجامعة الدول العربية عمرو موسى.

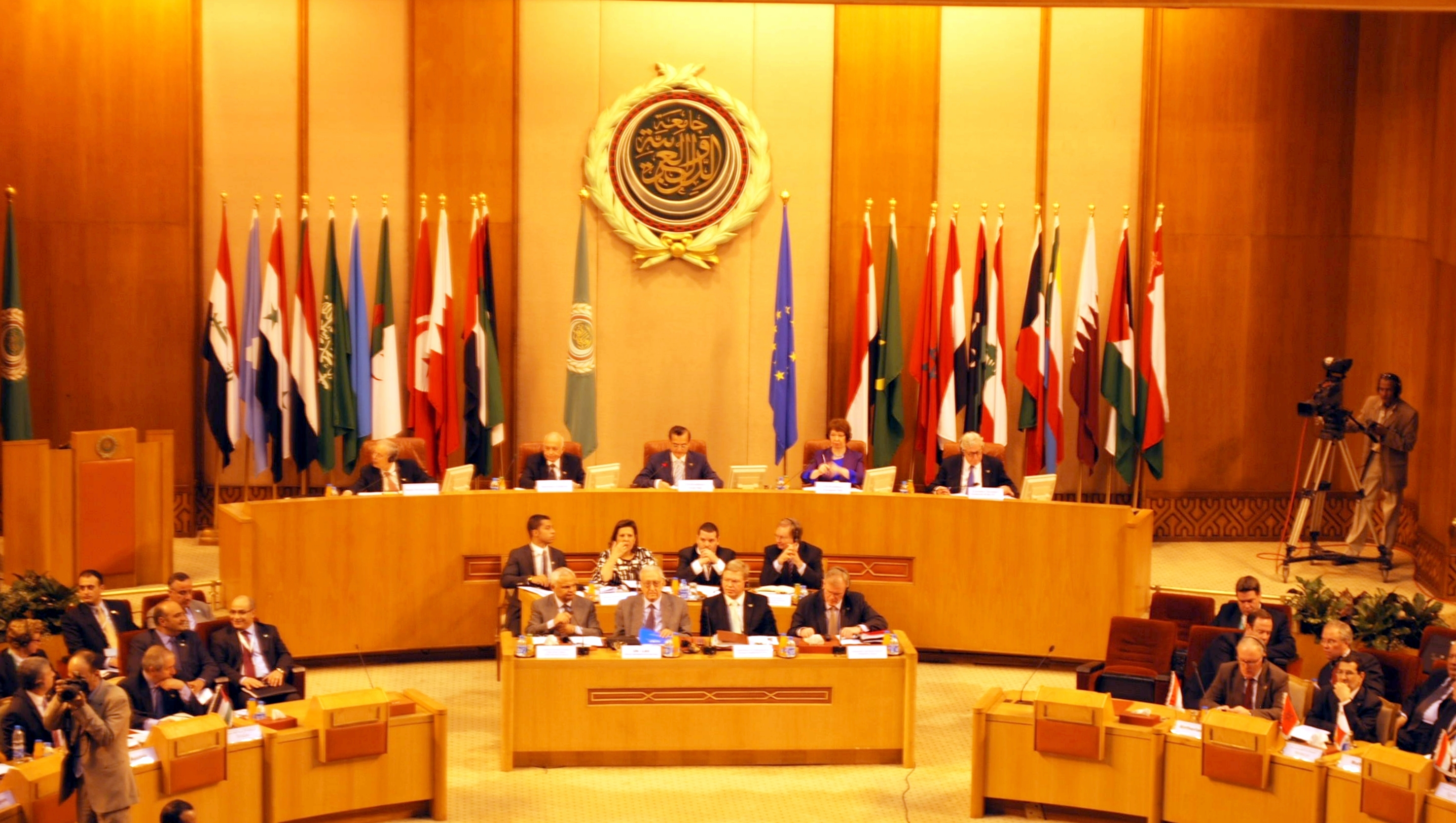
اجتماع وزراء خارجية الاتحاد الأوروبي وجامعة الدول العربية في القاهرة (2012)

بدأت العلاقات التنظيمية الحقيقية في عام 2007، عندما تبنت جامعة الدول العربية دبلوماسية التواصل مع المنظمات الإقليمية الأخرى والشركاء الاقتصاديين الكبار، وخاصة الاتحاد الأوروبي ورابطة أمم جنوب شرق آسيا والصين والهند واليابان وأمريكا الجنوبية.

## التاريخ
تم إنشاء جامعة الدول العربية قبل عقود من إنشاء الاتحاد الأوروبي. ودعمت الجامعة حركات الاستقلال ضد الدول الأوروبية. حدث هذا بشكل خاص في مناطق الاحتلال الفرنسي في الجزائر وسوريا ولبنان والمغرب والاحتلال البريطاني في العراق ومصر وفلسطين والأردن. كانت القومية العربية في ذروتها في عهد الرئيس المصري جمال عبد الناصر خلال العدوان الثلاثي. بدأت العلاقات بين المنطقتين تهدأ بعد وفاة عبد الناصر. بحلول عام 1973، كانت العلاقات العربية الأوروبية تقوم على النفط مقابل الدعم السياسي.

## بيان مالطا

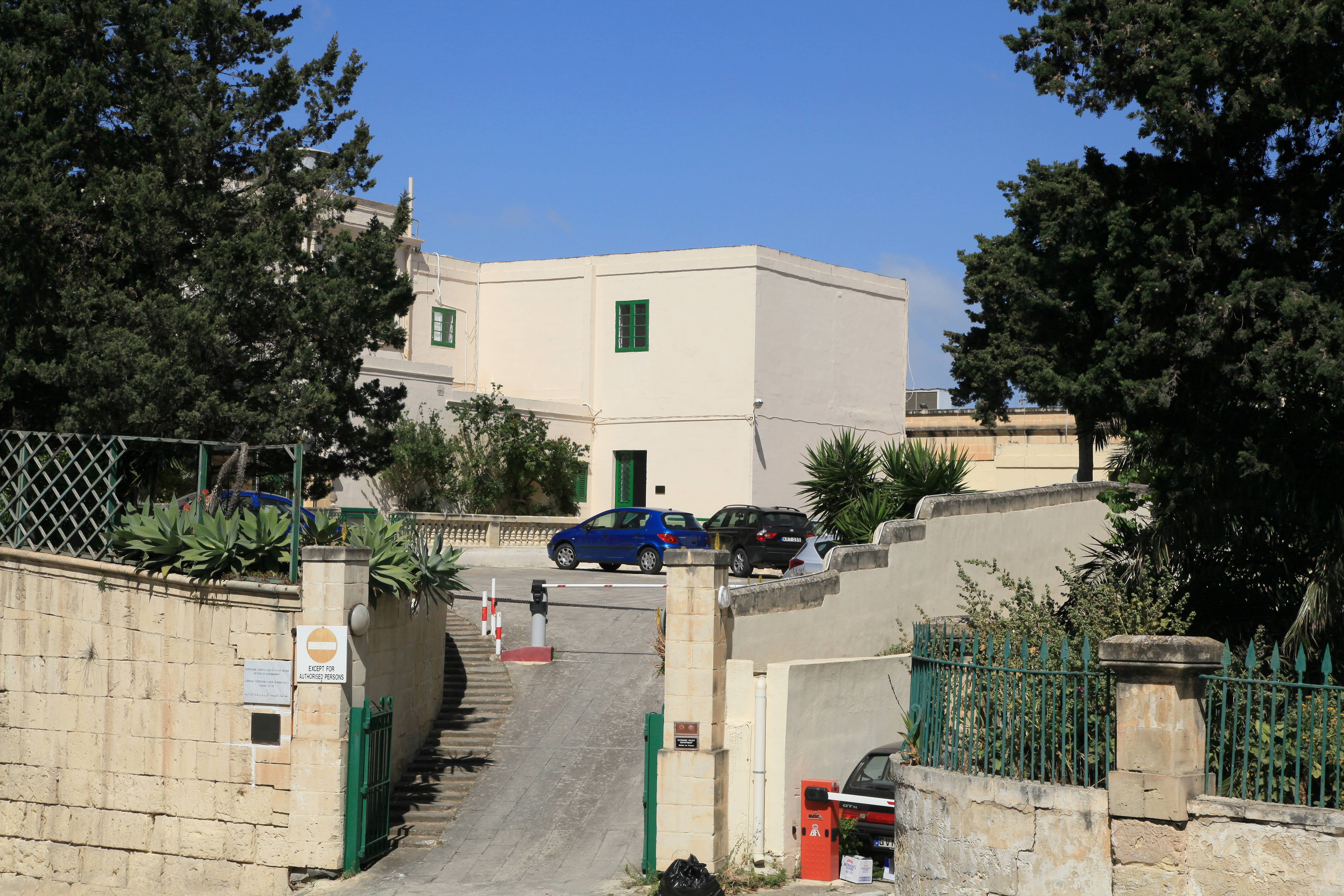
مكتب اتصال المفوضية الأوروبية - جامعة الدول العربية في فلوريانا، مالطا.

في عام 2008، عقدت قمة في مالطا بمشاركة 49 وزير خارجية وممثلين من 49 دولة و27 دولة أوروبية و22 دولة عربية. وجاءت القمة بقرار نهائي، أطلق عليه بيان مالطا، والذي ناقش في الغالب العلاقات السياسية، وخاصة قضايا الشرق الأوسط مثل العراق ولبنان وحرب غزة. وجاءت القمة نتيجة «مبادرة مالطا»، التي أطلقها وزير الخارجية مايكل فريندو عام 2005 للجمع بين الاتحاد الأوروبي وجامعة الدول العربية على مستوى وزراء الخارجية لأول مرة في تاريخ المنظمتين. وهذه القمة، التي يشار إليها غالبًا باسم «مالطا 1»، تلتها قمة «مالطا 2»، وهي قمة ثانية في القاهرة، على مستوى وزراء الخارجية، بين الاتحاد الأوروبي وجامعة الدول العربية. أصدر الاجتماع الوزاري الثاني بين الاتحاد الأوروبي وجامعة الدول العربية إعلان القاهرة في 13 تشرين الثاني / نوفمبر 2012.

## مقارنة
|                                 | جامعة الدول العربية                               | الاتحاد الأوروبي                               |
| ------------------------------- | ------------------------------------------------- | ---------------------------------------------- |
| السكان                          | 423,000,000 (2019)                                | 447,206,135 (2019)                             |
| المساحة                         | 13,953,041 كم 2 (5,382,910 ميل مربع)              | 4,233,262 كم 2 (1,669,807 ميل مربع)            |
| الكثافة السكانية                | 24.33 / كم 2 (63 / ميل مربع)                      | 106 / كم 2 (274.5 / ميل مربع)                  |
| المقر                           | القاهرة                                           | بروكسل                                         |
| أكبر مدينة                      | القاهرة - 19,500,000 (20,439,541 المنطقة الحضرية) | باريس - 2,148,271 (12,532,901 المنطقة الحضرية) |
| نوع المنظمة                     | منظمة إقليمية                                     | اتحاد اقتصادي وسياسي                           |
| اللغات الرسمية                  | اللغة العربية                                     | اللغات الأوروبية                               |
| الأديان الرئيسية                | 91٪ الإسلام، 5.8٪ المسيحية، 4٪ أخرى               | 72٪ المسيحية، 23٪ لادينية، 2٪ الإسلام          |
| الناتج المحلي الإجمالي (الاسمي) | 3.5 تريليون دولار (15,915 دولار للفرد)            | 16.033 تريليون دولار(35,851 دولار للفرد)       |